# Racers Track Club
Racers Track Club è una società di atletica leggera giamaicana, con sede a Kingston e gestita da Glen Mills. Il club è famoso per aver allenato alcuni dei velocisti migliori al mondo, tra cui Usain Bolt e Yohan Blake.

## Atleti attuali
Gli atleti che si sono allenati con il club sono:

### Uomini
- Yohan Blake
- Warren Weir
- Zharnel Hughes
- Kemar Bailey-Cole
- Annsert Whyte
- Jason Young
- Jevaughn Minzie
- Kenroy Anderson
- Miguel Francis
- Ricardo Chambers

### Donne
- Kenesha Stephens
- Seidatha Palmer
- Yanique McNeil